# Визнайте мене винним (фільм)
«Визна́йте мене́ ви́нним» (інша назва «Я винний!»; англ. Find Me Guilty) — трагікомедія 2006 року, знята режисером Сідні Люметом, спільно США і Німеччиною. В головних ролях зіграли Він Дізель, Пітер Дінклейдж і Лайнас Роуч.
Передпрем'єрний показ фільму відбувся на міжнародному Берлінському кінофестивалі 16 лютого 2006 року. У США в обмеженому прокаті картина вийшла 17 березня 2006 року.
Теглайн фільму: «Деколи найкращим адвокатом може стати… гангстер.»

## Сюжет
Судова драма, заснована на реальних подіях, розповідає про суд над мафіозним кланом Луччезі, що став в американській історії найдовшим судовим процесом, пов'язаним з гангстерами. Злодійська честь ще ніколи не була показана так оригінально, як у цій історії про гангстера Джекі на прізвисько "Товстий Джек".

## У ролях
- Він Дізель — Джекі ДіНорціо
- Пітер Дінклейдж — Бен Кландіс
- Лайнас Роуч — Шон Кірні
- Рон Сільвер — суддя Фінштейн
- Аннабелла Скіорра — Белла ДіНорціо
- Алекс Рокко — Нік Калабрезі
- Річард Портнов — Макс Новардіс
- Алекса Палладіно — Марина ДіНорціо
- Доменік Ломбардоцці — Джеррі Макквінн